# First International Computer
First International Computer (zkracováno FIC) je výrobce hardware z Čínské republiky. Byl založen v roce 1980 v Tchaj-peji.
Firma vyrábí celé osobní počítače a notebooky, ale i grafické karty, vestavěné systémy, mobilní telefony a operační paměti.
Také vyrobila první telefony v projektu Openmoko, Neo 1973 a Neo FreeRunner.